# Puig Cornell
El Puig Cornell és una muntanya de 76 metres que es troba al municipi de Corçà, a la comarca catalana del Baix Empordà.